# Schimitschekia
Schimitschekia is een geslacht van vliesvleugeligen uit de familie Pteromalidae. De wetenschappelijke naam van dit geslacht is voor het eerst geldig gepubliceerd in 1965 door Boucek.

## Soorten
Het geslacht Schimitschekia omvat de volgende soorten:
- Schimitschekia katoi Kamijo, 1996
- Schimitschekia populi Boucek, 1965